# Манава (Вісконсин)
Манава (англ. Manawa) — місто (англ. city) в США, в окрузі Вопака штату Вісконсин. Населення — 1441 особа (2020).

## Географія
Манава розташована за координатами 44°27′41″ пн. ш. 88°55′14″ зх. д. / 44.46139° пн. ш. 88.92056° зх. д. (44.461517, -88.920464).  За даними Бюро перепису населення США в 2010 році місто мало площу 4,59 км², з яких 4,23 км² — суходіл та 0,36 км² — водойми.

## Демографія
Згідно з переписом 2010 року, у місті мешкала 1371 особа в 584 домогосподарствах у складі 343 родин. Густота населення становила 299 осіб/км².  Було 668 помешкань (146/км²).
Расовий склад населення:
| - 97,1 % — білих - 0,5 % — корінних американців - 0,4 % — азіатів - 0,2 % — чорних або афроамериканців - 1,0 % — осіб інших рас |

До двох чи більше рас належало 0,8 %. Частка іспаномовних становила 2,0 % від усіх жителів.
За віковим діапазоном населення розподілялося таким чином: 24,7 % — особи молодші 18 років, 59,2 % — особи у віці 18—64 років, 16,1 % — особи у віці 65 років та старші. Медіана віку мешканця становила 36,5 року. На 100 осіб жіночої статі у місті припадало 98,1 чоловіків;  на 100 жінок у віці від 18 років та старших — 94,4 чоловіків також старших 18 років.
Середній дохід на одне домашнє господарство  становив 54 622 долари США (медіана — 49 635), а середній дохід на одну сім'ю — 60 560 доларів (медіана — 59 722). Медіана доходів становила 45 000 доларів для чоловіків та 34 286 доларів для жінок. За межею бідності перебувало 11,8 % осіб, у тому числі 22,1 % дітей у віці до 18 років та 9,5 % осіб у віці 65 років та старших.
Цивільне працевлаштоване населення становило 662 особи. Основні галузі зайнятості: виробництво — 40,0 %, освіта, охорона здоров'я та соціальна допомога — 24,9 %, мистецтво, розваги та відпочинок — 6,9 %, роздрібна торгівля — 6,6 %.